# Önsholm
Önsholm är en ö i Finland. Den ligger i Skärgårdshavet och i kommunen Pargas i den ekonomiska regionen  Åboland i landskapet Egentliga Finland, i den sydvästra delen av landet. Ön ligger omkring 13 kilometer sydöst om Åbo och omkring 140 kilometer väster om Helsingfors.
Öns area är 46,3 hektar och dess största längd är 1,2 kilometer i sydväst-nordöstlig riktning. Ön höjer sig omkring 50 meter över havsytan. I omgivningarna runt Önsholm växer i huvudsak barrskog.